# Eduard Wenk
Eduard Jean Louis Wenk (Basilea, 4 de noviembre de 1907-Ib., 19 de octubre de 2001) fue un geólogo, petrógrafo y mineralogista suizo.

## Vida
Se interesó por temprano por la paleontología y la botánica del Jura suizo. Estudió en la Universidad de Basilea con, entre otros, Heinrich Preiswerk-Becker, con el que realizó trabajo de campo en 1929 en los Alpes centrales, y con el que realizó su doctorado en el macizo de Silvretta.
Tras una visita a Bruno Sander en Innsbruck aprendió los métodos de estudio de la fábrica; como investigador postdoctoral estuvo con Helge Backlund en Uppsala, donde también trató con Jakob Johannes Sederholm, Eugen Wegmann y Pentti Eskola. Después se enroló a la expidición a Groenlandia de Lauge Koch, a la que se unirían otras en la década de 1950. Entre 1936 y 1939 trabajó como geólogo para la empresa Shell en la isla de Borneo. Durante la Segunda Guerra Mundial le sorprendió la invasión de Países Bajos y volvió a Suiza, donde trabajó con Paul Niggli en la Escuela Politécnica Federal de Zúrich. En 1952 fue profesor en Basilea y en 1975 fue nombrado profesor emérito. Durante cierto tiempo fue rector de la universidad.
En Uppsala publicó un trabajo clásico sobre la formación de las bandas de los gneises por diferenciación metamórfica. Gracias a sus trabajos reconoció en 1943 la edad relativa de la cristalización metamórfica en los Alpes centrales, y sentó las bases para la confección de mapas de isogradas en los Alpes.
En 1939 se casó con Martha Heussi y tuvo dos hijos.

## Reconocimientos
En 1970 recibió la medalla Abraham Gottlob Werner, y en 1978 la medalla Gustav Steinmann. La Sociedad Geológica de Londres le nombró miembro extranjero en 1962.
El mineral Wenkita recibe su nombre como homenaje a Eduard Wenk. Dos gasterópodos de su estancia en Borneo reciben el nombre por él (Tibia wenki y Barbatai wenki).

## Obra
- Die optische Orientierung der Plagioklase (1967, junto a Conrad Burri y Robert Parker).